# Dead Ringer
Dead Ringer (englisch für „Doppelgänger“) ist das dritte Studioalbum von Meat Loaf. Es erschien 1981; alle Songs wurden von Jim Steinman geschrieben.

## Hintergrund
1979 begann Steinman mit den Arbeiten zu Renegade Angel, dem Album, das für Meat Loaf als Nachfolger des 1977 veröffentlichten Album Bat Out of Hell vorgesehen war. Eine Kombination aus Touren, Drogen und Erschöpfung verursachten bei Meat Loaf jedoch eine schwere Stimmerkrankung, an das Einsingen eines Albums war nicht zu denken. Da Steinman Meat Loafs Genesung nicht abwarten wollte, veröffentlichte er das Album 1981 unter dem Titel Bad for Good selbst.
Nach der Rolle des Travis Redfish im Film Roadie erholte sich Meat Loafs Stimme, er schaffte den Absprung von den Drogen. Aufgrund vertraglicher Verpflichtungen musste Steinman ein zweites Album für Meat Loaf schreiben, und so überließ Steinman ihm einige Songs, die von Bad for Good übriggeblieben waren, sowie More than You Deserve aus dem gleichnamigen Steinman-Musical. Steinman hatte mit dem Album nicht viel zu tun – produziert wurde es von Stephan Galfas und Meat Loaf, lediglich die Backing Vocals wurden von Jim Steinman und Jimmy Iovine produziert.
Aus dem Album Dead Ringer wurden vier Singles ausgekoppelt: I’m Gonna Love Her For Both Of Us (#62 in UK), Dead Ringer for Love (featuring Cher) erreichte erst nach 10 Wochen Platz 5 in England, wurde insgesamt nur ein kleiner Hit. Das Lied ist eine umgeschriebene Version des Titelliedes zu Delta House, einer TV-Version des Filmes Animal House, das Steinman zusammen mit Michael Simmons heschrieben hatte. Als weitere Singles kamen Read ’Em and Weep (Barry Manilow coverte zwei Jahre später das Lied und schaffte es in die britischen Top 10 der Singlecharts) und Peel Out auf den Markt.
Das Album schaffte es in England und Schweden auf Platz 1, in Norwegen auf Platz 10 und auf Platz 45 der Billboard 200. Die Tour für dieses Album markierte den Beginn einer lang andauernden Zusammenarbeit mit dem Pianisten Paul Jacobs als Sideman.

## Geschäftliche Probleme
Zu dieser Zeit beendete Meat Loafs Manager David Sonenberg die Zusammenarbeit, und Al Dellentash wurde sein Nachfolger. Die geplante Tour wurde nach nur einem Auftritt abgesagt, da das im Voraus gezahlte Geld des Studios ausging. Dellentash überzeugte Sony Records und CBS Records, ihnen mehr Geld für die Produktion von Dead Ringer – Der Film zu zahlen. Doch er gab das Geld für extravagante Möbel für sein Büro und für persönliche Köche aus. Der Film wurde beim Toronto International Film Festival gezeigt, erhielt einige positive Kritiken, aber Dellentash schnitt den Film neu und das Ergebnis wurde grauenhaft.

## Titelliste
1. „Peel Out“ – 6:30
2. „I’m Gonna Love Her For Both Of Us“ – 7:09
3. „More Than You Deserve“ – 7:02
4. „I’ll Kill You If You Don’t Come Back“ – 6:24
5. „Read ’Em And Weep“ – 5:25
6. „Nocturnal Pleasure“ – 0:38
7. „Dead Ringer For Love“ feat. Cher – 4:21
8. „Everything Is Permitted“ – 4:41

Musik & Text aller Lieder und Monologe: Jim Steinman
Arrangements: Jim Steinman, Roy Bittan, Tom Malone, Alden Shuman, Roy Straigis

## Besetzung
- Meat Loaf – Gesang
- Cher – Gesang bei Dead Ringer
- Leslie Loaf – weibliche Stimme bei Peel Out
- Davey Johnstone – Gitarre
- Mick Ronson – Gitarre
- Joe DeAngelis – Gitarre
- Steve Buslowe – Bass
- Roy Bittan – Klavier, Keyboards
- Nicky Hopkins - Klavier, Keyboards
- Jim Steinman – Keyboards, Stimme bei „Nocturnal Pleasure“
- Larry Fast – Synthesizer
- Max Weinberg – Schlagzeug
- Liberty DeVitto – Schlagzeug
- Jimmy Maelen – Percussion, African logs
- Alan Rubin – Blasinstrumente
- Lou Marini – Blasinstrumente
- Louis Del Gatto – Blasinstrumente
- Tom Malone – Blasinstrumente
- Rory Dodd – Gesang
- Ted Neeley – Gesang
- Allan Nicholls – Gesang
- Eric Troyer – Gesang
- Rhonda Coullet – Gesang